# Çò des dera Estudianta
Çò des dera Estudianta és una casa d'Arties al municipi de Naut Aran (Vall d'Aran) inclosa en l'Inventari del Patrimoni Arquitectònic de Catalunya. És una casa de secció rectangular, de dues plantes i "humarau" amb llucanes i xemeneia, definides per les obertures.

## Descripció
La façana orientada a migdia, dona una petita plaça. La coberta a tres aigües,presenta l'estructura en fusta i és coberta amb pissarra, a l'extrem dret hi ha adossada la coberta de la borda i el paller, en tot dibuixar una "T" "la capièra" és paral·lela a la façana. La façana arrebossada i simètrica presentava com a motius ornamentals una franja entre el primer nivell i el segon, i les finestres del segon pis contornejades amb una motllura amb motius geomètrics pintats. En el ràfec de la teulada s'aprecia una tirna de rectangles pintats, i la finestra central superior hi ha pintat uns esquemàtics capitells.
Al costat esquerre de la façana, en el lateral de ponent i en la primera planta, hi ha adossat un forn de planta rectangular amb la coberta en fusta, i recoberta de zinc. La porta d'accés, elevada,presenta els muntants assentats sobre sengles daus, i són coronats per una llinda que presenta gravada,en un oval central, la següent inscripció: FRANCIS 1817.CO.CAU. Seguint un model habitual en altres portades de la Val, cosa que fa pensar que aquests marbres procedeixen de la mateixa pedrera, la qual hauria deixat la llinda a punt perquè només calgués gravar-hi el nom del promotor i l'any. Les dues fulles de fusta són dividides en plafons,destacant el motiu cisellat d'una flor de sis pètals.